# Maximilan J Beer
Max Josef Beer (Viena, 25 d'agost, 1851 - Idem. 25 de novembre, 1908), va ser un compositor austríac i la seva feina principal va ser comptable de l'Imperi reial. Tinència de la Baixa Àustria.
Va estudiar amb Dessoff, i encara era molt jove quan, per recomanació de Hanslick, Dessoff i Herbeck, va rebre en tres ocasions diferents un emolument del govern austríac per les composicions "Ariadne auf Naxos", "Die Auferweckung des Lazarus". i una sèrie de cançons. El 15 de febrer de 1871 es va estrenar a La Scala de Milà la seva òpera Elisabeth d'Hongria. Aquesta òpera seria en quatre actes (libret de H. Mathonnet de Saint-Georges) va ser traduïda a l'italià per Carlo D'Ormeville ("Elisabetta d'Ungheria"). Van cantar Elisabetta Sternberg (soprano), Auguste Louis Arsandaux (tenor), Jean-Louis Lasalle (baríton) i Victor Warot. Aquesta obra no va tenir èxit.
L'òpera en un acte Der Strike der Schmiede, (La vaga dels ferrers), que es va estrenar el 18 de febrer de 1897 a Augsburg, es considera la seva obra principal. Estilísticament pertany al verisme musical. El clímax dramàtic és un duel (encara que entre bastidors) amb martells de ferrer entre el líder de la vaga i el trenca vaga, que aquest darrer guanya. El llibret va ser escrit per Victor Léon, basat lliurement en el poema del mateix nom de François Coppée. Amb aquesta òpera, Beer va participar en el concurs de composició organitzat pel duc Ernest II de Saxònia-Coburg Gotha el 1893. Tanmateix, aquí no va tenir èxit com amb el públic, de manera que aquesta òpera es considera ara oblidada. La seva tomba es troba al Cementiri Central: Grup 72 D, Fila G 1, núm. 31.

## Més obres
- Cinc cançons d'amor per a piano
- Sis cançons per a una veu cantant amb acompanyament de piano
- Eichendorffiana. 9 peces per a piano
- Ghasells. 6 peces per a piano
- Intermezzo líric. Quatre imatges d'estat d'ànim per a piano
- Tempesta i silenci. 6 cançons basades en poemes de C. Stögmann, O. v. Redwitz, Heinrich Heine, Friedrich Rückert
- Des Sängers Fluch, de Ludwig Uhland, per a Declamació amb acompanyament de piano
- Un conte de carnaval. 8 peces de carnaval per a piano
- Aus lichten Tagen. 4 poemes per a piano
- Abendfeier. Tres peces de fantasia per a piano a quatre mans
- Liebesleben. Liederspiel basat en poemes de H. Kletke per a soprano, tenor, baix i piano
- Haidebilder aus Ungarn. 3 peces per a piano a 4 mans
- Die schöne Kellnerin von Bacharach und ihre Gäste. Cinc poemes de N. Müller per a una veu més profunda amb acompanyament de piano
- Aus der Minnezeit. Cicle de cançons basades en poemes de poetes medievals (Dietmar von Aist, Pfeffel, Der von Kürenberg, Ulrich von Gutenburg), per a cor de dones i acompanyament de piano. Op. 31
- Sweet Evening comes with a softer air. Solo i cor per a veus masculines, a partir de textos d'A. J. Foxwell. Op. 25
- Die Wallfahrt nach Kevelaer, opus 44 per a cor masculí, harmònium i tam-tam o harmònium, baix i cor mixt